# Château de Pinhel
Le château de Pinhel est une fortification militaire médiévale située sur le territoire de la municipalité de Pinhel (district de Guarda, Portugal),.
Fortification de la frontière de Beira avec le royaume de León à l'époque médiévale, elle se dresse en position dominante dans la Serra da Marofa, sur la rive gauche de la rivière Coa.
Il est classé Monument national depuis 1950.

## Historique
La plus ancienne occupation humaine de ce site remonte à un ancien castro attribué soit aux Turduli en 500 av. J.-C., soit aux Lusitaniens. À l'époque de l'occupation romaine, Il servait à surveiller la voie romaine qui traversait la région. Après la chute de l'Empire romain d'Occident, cette modeste fortification tomba dans l'oubli.

### Le château médiéval
Lors de la Reconquête chrétienne de la péninsule Ibérique,avec l'affirmation de la nationalité portugaise, le roi Alphonse Ier (1112-1185) repeupla et renforça les défenses de Pinhel. Son successeur, le roi Sanche Ier (1185-1211), poursuivit cette tâche en accordant une charte à Pinhel (1189 selon certains, 1209 selon d'autres), date à laquelle commença la construction du château médiéval, achevée sous le règne du roi Alphonse II (1211-1223), qui lui accorda une nouvelle charte en 1217.
Une partie du territoire de la Ribacoa, disputée au royaume de León par Denis Ier (1279-1325), fut définitivement acquise au Portugal par le Traité d'Alcañices (1297). Le souverain chercha alors à consolider ses frontières en reconstruisant le château d'Alfaiates, le château d'Almeida, le château de Castelo Bom, le château de Castelo Melhor, le château de Castelo Mendo, le château de Castelo Rodrigo, le château de Pinhel, le château de Sabugal et le château de Vilar Maior.
De cette façon, selon les mots du chroniqueur, le souverain « fit Pinhel et son château » (Rui de Pina, Crónica de D. Dinis). En réalité, le château fut agrandi, acquérant en 1282 les principales caractéristiques de sa forme actuelle, avec six tours et une muraille entourant la vieille ville.
Lorsque la crise portugaise de 1383-1385 éclata, la ville se rangea du côté du Maître d'Aviz, et pour cette raison, son territoire fut l'un des premiers à être pillé au printemps 1385, lorsque les troupes castillanes, envahissant le Portugal, traversèrent la Beira Alta d'Almeida à Viseu, et furent plus tard défaites à leur retour, à Trancoso. Environ deux mois plus tard, en juillet, elle fut témoin du passage des troupes castillanes sous le commandement de Jean Ier vers la bataille d'Aljubarrota.
Plus tard, en 1396 et 1398, lorsque les invasions castillanes de la région de Beira se répétèrent, la région et son château restèrent en état d'alerte. Les années de guerre conduisirent à l'abandon des campagnes et à une crise économique, aggravée au milieu du XVe siècle par l'assaut et le saccage de la ville et de ses environs par Dom Gonçalo Coutinho, un propriétaire terrien, pour des raisons d'honneur.
Sous le règne de Manuel Ier (1495-1521), la ville reçut une nouvelle charte (1510), époque à laquelle le souverain réalisa des travaux de remodelage des défenses et du château.

### De la guerre de Restauration à nos jours

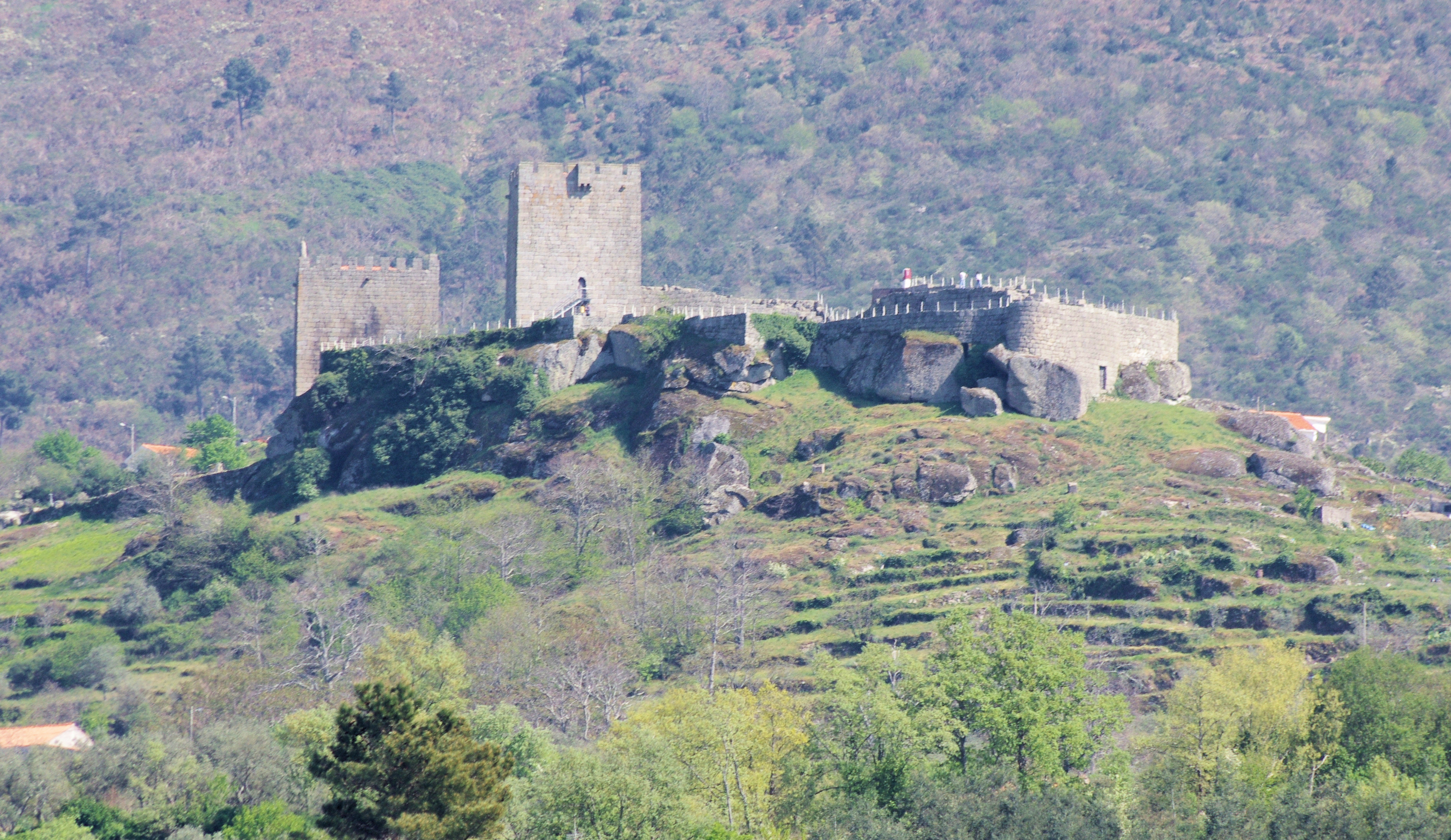
Vue générale.

Lors de la guerre de Restauration dans la seconde moitié du XVIIe siècle, les défenses du château furent modernisées, avec l'ajout d'une redoute défensive adaptée aux tirs d'artillerie modernes. À cette époque, Pinhel devint le centre des défenses de la région, commandant les fortifications de Rio Massueime (pt), le château d'Alverca, les défenses d Atalaia, Bogalhal, Cidadelhe, Póvoa de El-Rei et Castro das Gouveias, ainsi que les tours de guet de Carvalhal et Granja.
Plus tard, sous le règne du roi Joseph Ier (1750-1777), le 25 août 1770, Pinhel fut élevée au rang de ville. Au début du XIXe siècle, pendant la guerre d'indépendance espagnole, la ville et son château furent occupés par les troupes napoléoniennes sous le commandement du général Louis Henri Loison (1810). Au milieu du XXe siècle, le château fut classé Monument national par décret publié le 2 mai 1950.
Plus récemment (août 1999), des travaux de revitalisation ont été initiés sous la direction de l'IPPAR, après avoir enregistré des problèmes d'infiltration d'eau de pluie dans les tours en 2002.

## Caractéristiques

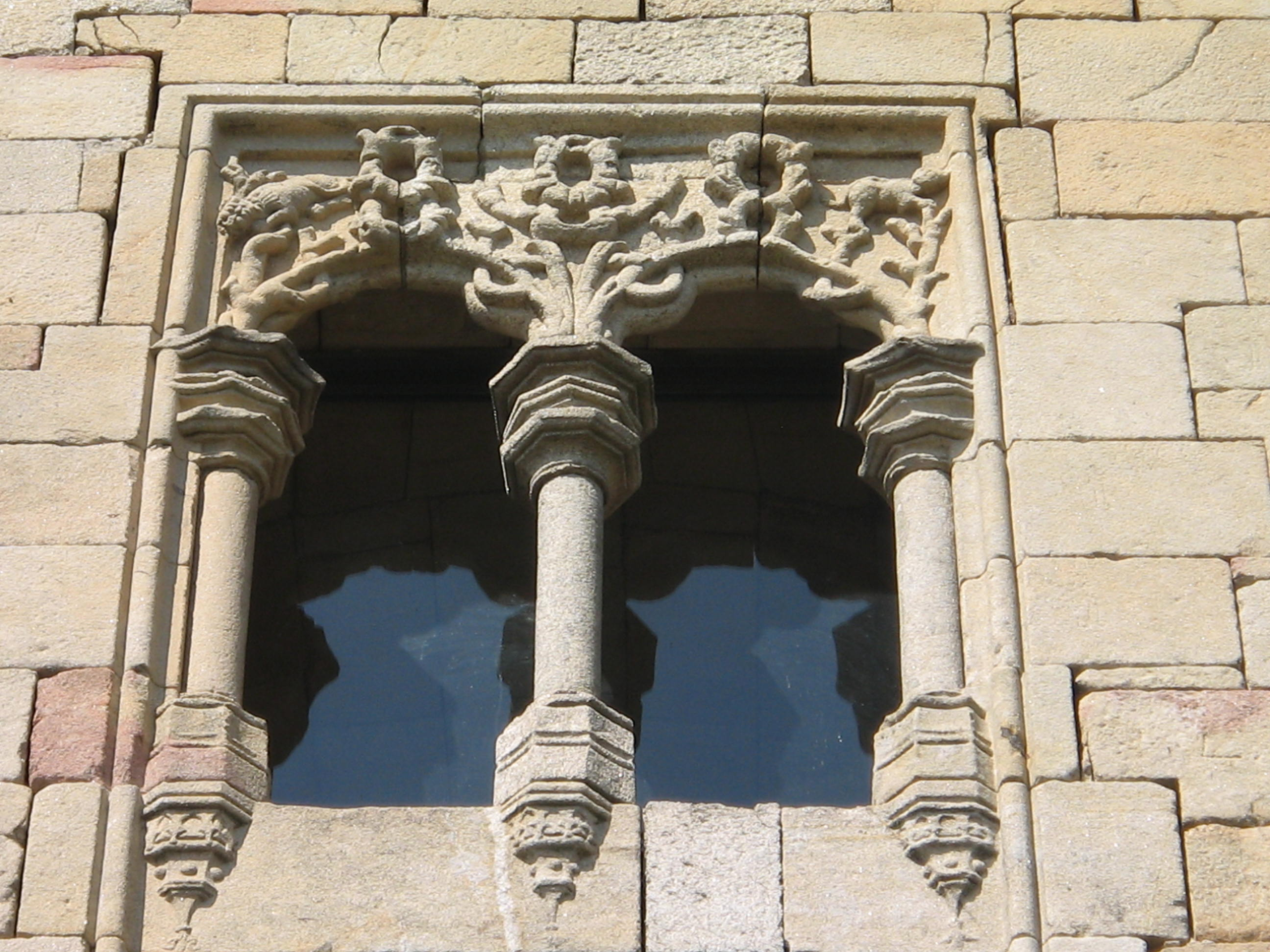
Fenêtre manuéline (détail).

Construit à 600 m, ce château urbain présente un plan ovale, entouré d'une muraille entourant la colline et le centre historique. Cette muraille de granite était à l'origine renforcée par six tours carrées (dont il ne reste que deux), chacune dotée d'un nombre égal de portes : la Porta de Santiago en arc de cercle, la Porta da Vila, la Porta de São João, la Porta de Marrocos, la Porta de Alvacar et la Porta de Marialva.
À l'intérieur de la place d'armes se dressent deux tours crénelées. La plus haute, à l'est, est le donjon, conçu par le roi Denis Ier et rénovée par le roi Manuel Ier. Il présente des gargouilles saillantes, des balcons soutenus par des corbeaux , un système de mâchicoulis, des portes en arc brisé, des meurtrières cruciformes et des créneaux rectangulaires. Sous celles-ci, des fenêtres ont été percées, dont l'une est jumelée et présente un linteau à décoration manuéline naturaliste. L'intérieur de la tour présente une salle couverte d'une voûte d'ogives , datant également du règne du roi Manuel Ier. L'autre tour, à l'ouest, de plan carré, servait autrefois de prison et conserve une fenêtre ogivale de cette époque.
Trois citernes, à l'intérieur de la citadelle, à côté de la Porta da Vila et de la Porta de Santiago, garantissaient l'approvisionnement en eau potable.

## Galerie

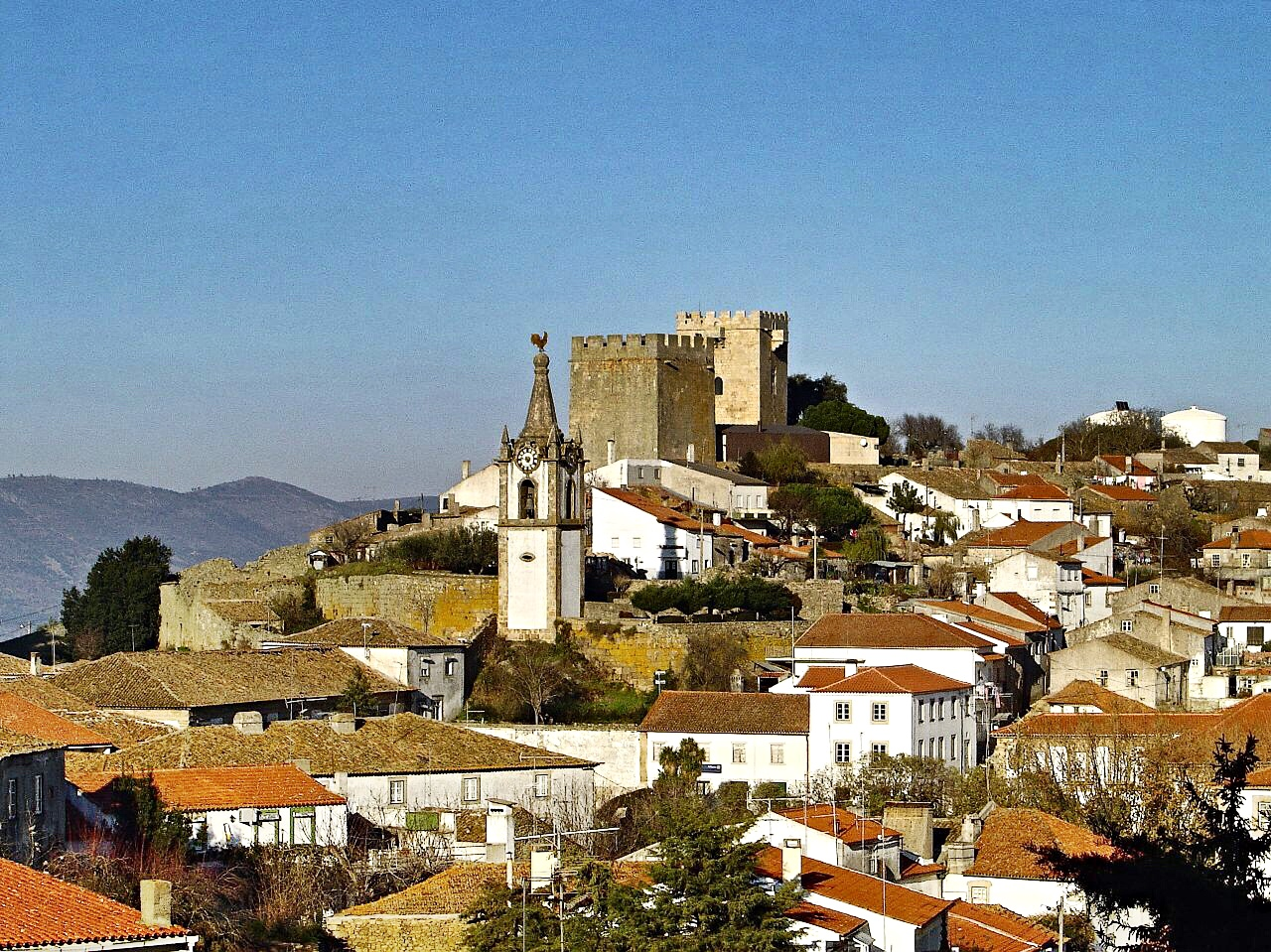
Pinhel.
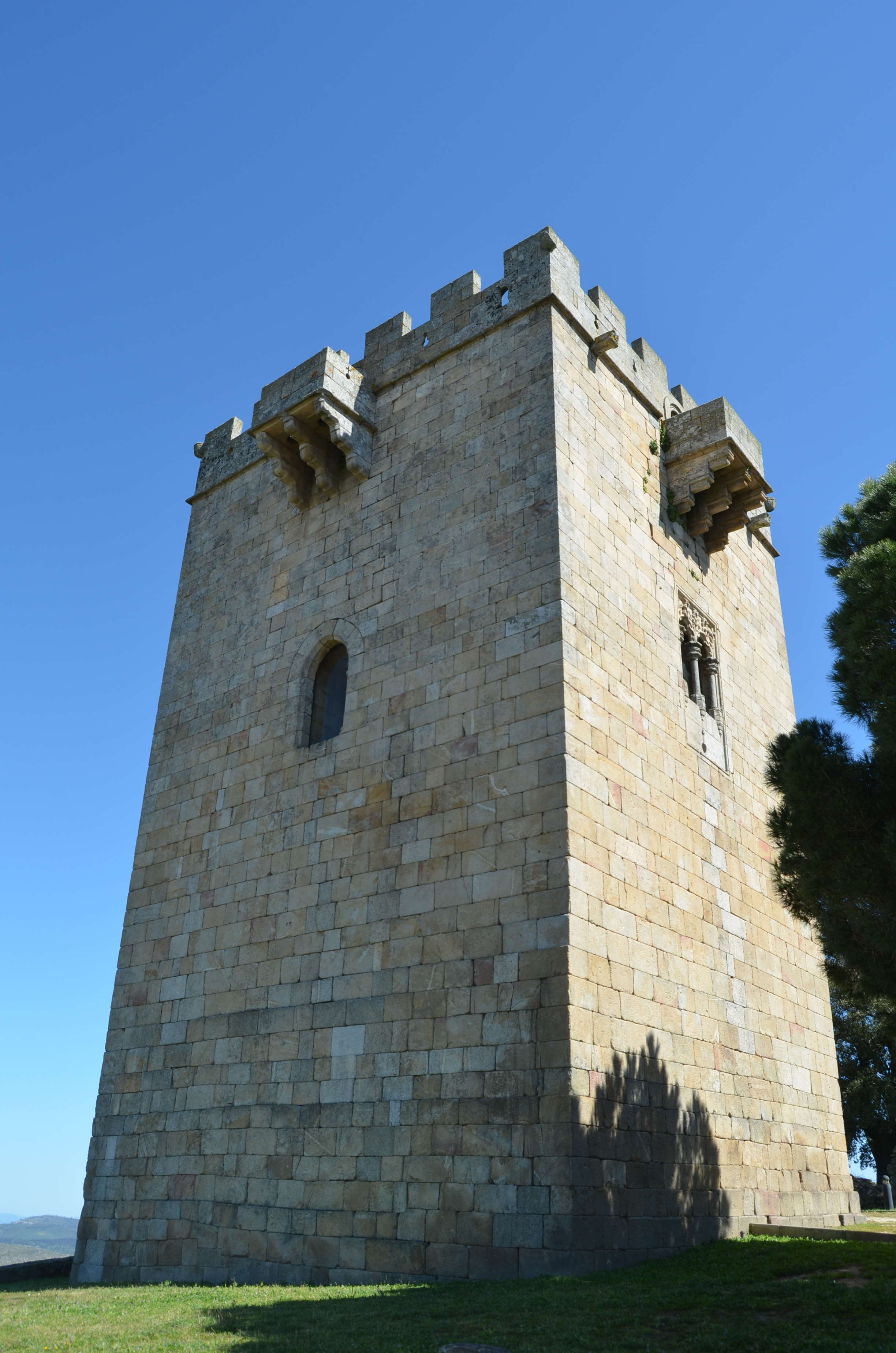
Le donjon.
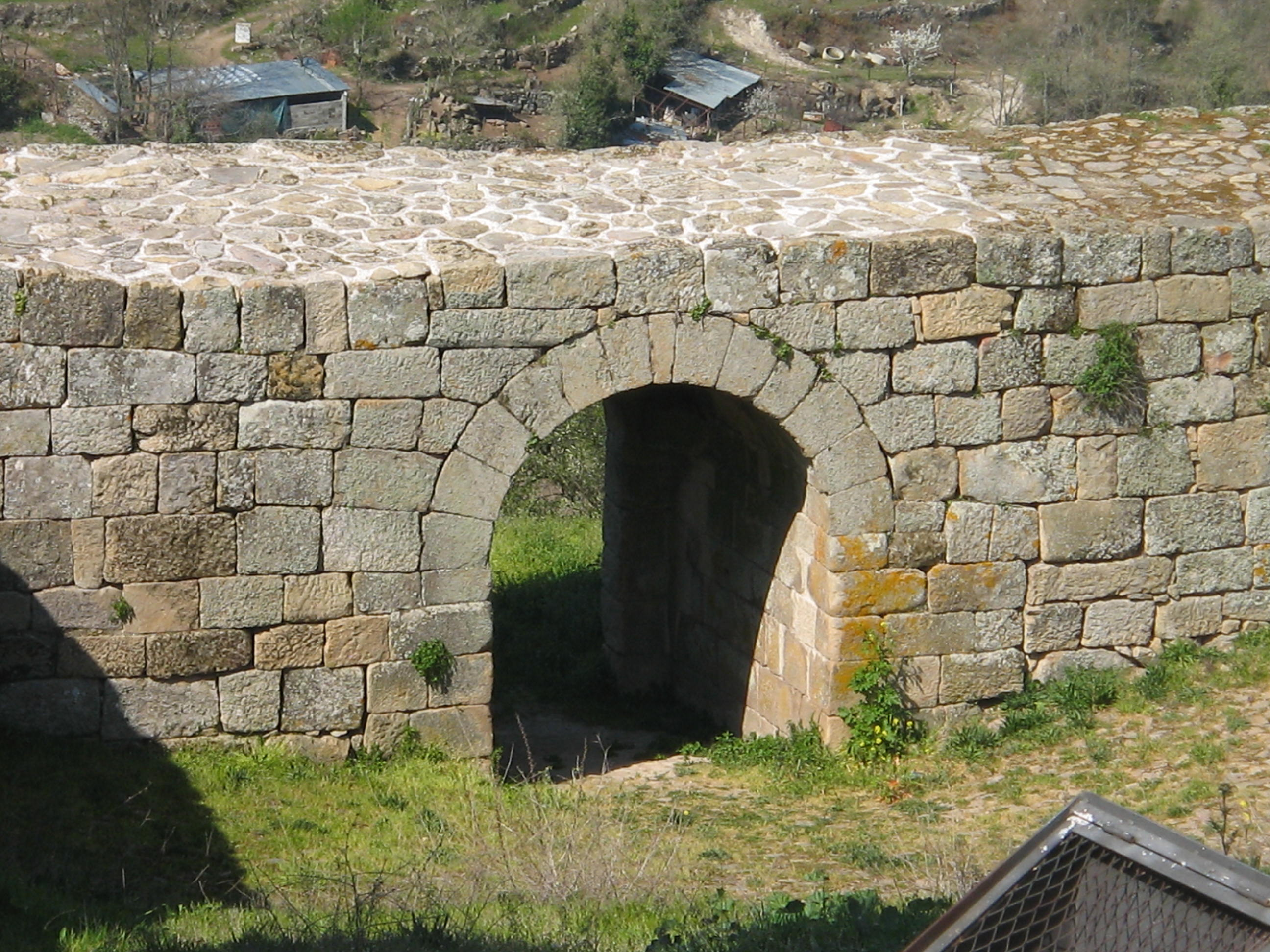
La muraille.